# Juan de Acosta (conquistador)
Juan de Acosta (Barcarrota, Badajoz, ? - Jaquijahuana , Perú, 10 de abril de 1548) fue un conquistador español, uno de esos personajes renacentistas que, por guardarle fidelidad al caudillo que servía, además de cometer toda clase de abusos e iniquidades contra los que disentían de sus líneas partidistas, alcanzaba el pináculo de la desobediencia al enfrentarse a las fuerzas del Poder Real.

## Biografía
El capitán conquistador Juan de Acosta era natural de la villa de Barcarrota (Badajoz), hijo de Alonso de Acosta y de María de Alor, obtuvo licencia para pasar a Nombre de Dios el 26 de junio de 1535. Anduvo algún tiempo por los territorios panameños y cuando Francisco Pizarro pedía auxilio para sofocar la rebelión incaica promovida por Manco Cápac, acudía al llamado de Pizarro y se integraba en la conquista peruana. 
Las primeras noticias que se tienen de Acosta en los territorios peruanos es cuando en 1540 forma parte, como alférez general, de la expedición de Gonzalo Pizarro al “País de la Canela”. Los expedicionarios, tomando rumbo este, cruzaron los Andes, bajaron por el río Napo y después de que Francisco de Orellana enfiló el curso de río Amazonas, la situación se hizo insostenible por falta de alimentos. Para remediar la situación, Acosta marchó con 10 soldados a buscar provisiones. Combatieron con los indios que le salieron al paso y Juan de Acosta fue herido de un flechazo, pero al fin dominaron la situación y los españoles consiguieron abundantes suministros.

## Las apetencia de Gonzalo
Dos años después los expedicionarios de Gonzalo volvían a Quito cuando ya habían desaparecido los caudillos peruanos (Francisco Pizarro, Diego de Almagro y su hijo), entonces Gonzalo creyó que a él pertenecía la dirección y gobierno de los territorios, y cuando vuelve de la expedición al País de Canela, es llamado al Cuzco por el gobernador Cristóbal Vaca de Castro, pero entre éste y Gonzalo no hubo acuerdo satisfactorio, y al fin Vaca de Castro tenía que volverse a España. Posteriormente entraba en juego el virrey Blasco Núñez Vela y su misión principal era hacer cumplir las Leyes Nuevas, pero Gonzalo creyéndose invulnerable, se opuso a esta medida y agriamente se enfrentó con este virrey. 
Para estas fechas, Juan de Acosta ya figuraba como capitán del ejército de Gonzalo, además de que era su hombre de confianza. En esa ocasión, su misión principal fue obstaculizar las acciones de las tropas del virrey y apresar, o eliminar, a muchos de los soldados que militaban en el bando real. Las ambiciones hegemónicas de Gonzalo unidas a la terquedad del virrey Núñez Vela, terminaron por sacar las armas a relucir y en la batalla de Añaquito, cerca a la ciudad de Quito, el virrey fue derrotado y decapitado por los pizarristas el 18 de enero de 1546. 
En esta batalla Juan de Acosta era herido. Algún tiempo después, salió por la costa del norte a recorrer los puertos hasta la ciudad de Trujillo para oponerse a que los barcos que venían desde Panamá al servicio de Pedro de la Gasca, hiciesen aguada, pero los marinos de esos barcos le tendieron una emboscada que pudo obviar sin contratiempos. De todas formas, Acosta desempeñó su encargo tomando algunos prisioneros realistas y ahorcando a los que le pareció.

## Batalla de Huarinas
Otro de los capitanes leales a la Corona, Diego Centeno, al enterarse de la muerte del virrey, intenta atajar los desafueros de Gonzalo para restablecer el orden en el territorio peruano. Después de una aserie de incidencias, el 20 de octubre de 1547, los ejércitos de ambos se enfrentan en la batalla de Huarina, cerca del lago Titicaca. Aunque Centeno contaba con mayores efectivos, era derrotado por Gonzalo, que con esta victoria se convierte en caudillo peruano. 
En esta batalla, Juan de Acosta recibió tres heridas de escasa gravedad; después pasaba con Gonzalo Pizarro para enfrentar a los ejércitos del emisario real, Pedro de La Gasca, que llegado de España con el encargo de pacificar el Perú, se disponía a terminar con la hegemonía y los abusos de Gonzalo. En esa ocasión, Gonzalo supo que sus adversarios construían un puente en el río de Cotabamba; y para destruirlo, envió a Juan de Acosta con 30 soldados. Uno de estos, Juan Núñez de Prado, desertó, se fugó al campo de La Gasca y avisó de la destrucción del puente. Acosta fue uno de los que se empeñaron en que Gonzalo no negociase la paz con don Pedro de la Gasca.
Gonzalo había propuesto defender el paso del Apurímac para que no pasaran las tropas de La Gasca, y su lugarteniente, Francisco Carvajal, pidió ejecutar esa misión, pero Gonzalo no accedió a ello por necesitarlo a su lado; confiando el encargo a Juan de Acosta que fue a cumplir su misión con 200 arcabuceros y 30 lanceros escogidos. Acosta observó que alguna tropa de Ls Gascs había ya pasado el puente, y se volvió a pedir más refuerzos, pero se demoró demasiado y dio tiempo a que pasara todo el ejército real y se reuniera en las alturas. Por mandato de La Gasca, el puente, que estaba cortado, se había rehecho pasando los cables por medio de una balsa con gran dificultad.

## Batalla de Jaquijahuana
Unos días antes de producirse la batalla, La Gasca envió un emisario a Gonzalo para que desistiese de pelear y se entregase para evitar el enfrentamiento y las muertes que se producirían, pero Gonzalo no prestó oídos al requerimiento. Al salir el sol del 9 de abril de 1548, los escuadrones de ambos bandos estaban dispuestos para entrar en batalla, pero cuando la artillería y los arcabuceros entraron en acción, los soldados y varios capitanes de Gonzalo se pasaban en masa a las fuerzas reales, así que Gonzalo Pizarro y sus incondicionales se quedaron sorprendidos al contemplar aquella desbandada. Y sin pelear ni intentar huir, Gonzalo y sus capitanes fueron hechos prisioneros. 
Vista la causa de Pizarro y de sus allegados, sentenciaron a trece a la pena capital y al día siguiente eran ajusticiados. Además de Gonzalo Pizarro, su maestre de campo Francisco de Carvajal, Juan de Acosta y once más. La cabeza de Acosta fue colocada en una jaula de hierro y estuvo expuesta al público por mucho tiempo en la picota del Cuzco. Esta fue una de las batallas que las tropas del rey ganaron sin pelear.

## Nota adicional
Entre la literatura existente de la conquista, hay una crónica, de autor desconocido (Relación de las cosas acaescidas en las alteraciones del Perú después que Blasco Núñez Vela entró en el) que refiere ciertos lances de los acontecimientos y correrías de Gonzalo Pizarro cuando se autodenomina gobernador de Perú; el cronista anónimo, no pone a Juan de Acosta como modelo de virtudes, ya que como capitán y secuaz de Gonzalo, este desdichado extremeño cometió una serie de tropelías y asesinatos que lo califican de malvado y terrorífico.